# Mondongo chuquisaqueño
El mondongo chuquisaqueño es un plato de la gastronomía boliviana, conocido como plato característico del departamento de Chuquisaca, al sur del país.

## Denominación
Las investigaciones realizadas sobre cultura afroboliviana refieren que el nombre fue traído a América por las personas africanas que llegaron al continente como parte del tráfico transatlántico de personas.
El término mondongo según el investigador afroboliviano Pedro Rey Aguilar derivaría de la palabra kumundu, nombre de un grupo étnico africano que se traduce como adefesio, traje o adorno ridículo, y se aplicaba a las vísceras de diferentes animales, ya que el consumo de la carne de los animales estaba reservado para los terratenientes.

## Características
Actualmente el plato está basado en carne de cerdo en ají colorado, se sirve acompañado por mote de maíz coloreado con achiote, y papas peladas, lo que le da al platillo un color característico rojo y amarillo.